# Weird Science (comic book)
Weird Science est un comic book américain créé par William Gaines et Al Feldstein et publié par EC Comics. Il fait suite à Saddle Romances et pour cela commence au numéro 12. Après les numéros 12 à 15, EC dut reprendre la numérotation et le suivant porta le numéro 5. De ce fait il existe deux numéros 12, 13, 14 et 15. Chaque numéro de ce bimestriel comportait quatre histoires de science-fiction. Les ventes de cette publication et de l'autre comic book de science-fiction, Weird Fantasy, étaient trop faibles pour que les deux continuent. Gaines décida donc de les fusionner en Weird Science-Fantasy qui après 7 numéros devint Incredible Science-fiction (4 numéros).

### Akileos
1. Weird Science volume 1 : / Al Feldstein, Bill Gaines. Akileos : novembre 2012, 232 p. Recueil des numéros 1 à 8 de Weird Science (32 histoires).
2. Weird Science volume 2 : / Al Feldstein, Bill Gaines. Akileos : janvier 2015, 208 p. Recueil des numéros 9 à 15 de Weird Science (28 histoires).
3. Weird Science volume 3 : / Al Feldstein, Bill Gaines. Akileos : mars 2016, 232 p. Recueil des numéros 16 à 22 de Weird Science (28 histoires).